# Șostakî (Suprunivka), Poltava
Șostakî (în ucraineană Шостаки) este un sat în comuna Suprunivka din raionul Poltava, regiunea Poltava, Ucraina.

## Demografie
Componența lingvistică a localității Șostakî
     Ucraineană (92,51%)
     Rusă (7,2%)
     Alte limbi (0,29%)
Conform recensământului din 2001, majoritatea populației localității Șostakî era vorbitoare de ucraineană (92,51%), existând în minoritate și vorbitori de rusă (7,2%).